# Rhopalopilia pallens
Rhopalopilia pallens là một loài thực vật có hoa trong họ Opiliaceae. Loài này được Pierre miêu tả khoa học đầu tiên năm 1896.